# Vrata
Vrata é uma comuna romena localizada no distrito de Mehedinţi, na região de Oltênia. A comuna possui uma área de 46.33 km² e sua população era de 2169 habitantes segundo o censo de 2007.